# 이슈 털어주는 남자
《이슈 털어주는 남자》는 오마이뉴스에서 제작하고 김종배가 진행하는 대한민국의 팟캐스트다. 통상적으로 약칭인 《이털남》라고 한다.

## 방송
정치, 사회 등의 이슈를 다루었으며, 2012년 1월 2일 첫 방송을 시작해 매주 월~금요일 업데이트 됐었다. 2013년 12월 31일 500회를 끝으로 막을 내렸고, 진행자 김종배는 독립적인 팟캐스트 방송을 만들겠다고 밝혔다.